# Boreal Växtförädling
Boreal Växtförädling Ab är ett finländskt statligt ägt aktiebolag som grundades år 1994. Boreals uppgift är att ombesörja förutsättningar för finländsk livsmedelsproduktion genom att utveckla sorter som är lämpliga för Finlands odlingsförhållanden nu och i framtiden. I förädlingsarbetet beaktas ett föränderligt klimat och utvecklas klimatbeständiga sorter för odlare att använda. Boreal stärker den finländska livsmedelsproduktionens konkurrenskraft genom att förädla sorter med egenskaper som svarar mot industrins och andra skördeanvändares kvalitetskrav. Boreals förädlingsprogram täcker alla viktigaste sorter av jordbruksgrödor som odlas i Finland.
Förädlingsverksamheten är koncentrerad till Jockis, där korsningar görs och laboratorie- och växthusarbeten, biotekniska arbeten och en del av fältförsöken utförs.
Alla Boreals sorter är skyddade i enlighet med lagen om växtförädlarrätt och sortrepresentationavtal ingås med utsädeshandlare. Sortrepresentanterna betalar royalty för det utsäde som de producerar, vilket är en ersättning för användning av sorträttigheten. Boreal får royaltyer i form av avgift för nyttjanderätt av växtsort (TOS-avgift) även när man på en gård använder självproducerat utsäde. Tack vare royaltyer får odlarna tillgång till allt bättre, för nordliga förhållanden förädlade sorter, som har testats i stor utsträckning under olika tillväxtförhållanden. Royaltyerna möjliggör även att det inhemska växtförädlingsarbetet kan fortsätta.
Boreals huvudsakliga marknadsområde är Finland och de viktigaste målområdena för exporten är Sverige och Baltikum.